# Турець-Бояри
Турець-Бояри (біл. вёска Турэц-Баяры) — село в складі Молодечненського району Мінської області, Білорусь. Село підпорядковане Лебедівській сільській раді, розташоване в західній частині області.